# Strażnica WOP Szewczenko
Strażnica WOP Szewczenko – podstawowy pododdział graniczny Wojsk Ochrony Pogranicza.

## Formowanie i zmiany organizacyjne
Od 15 marca 1954 wprowadzono nową numerację strażnic. Strażnica WOP Szewczenko IV kategorii otrzymała numer 165.